# Igor Ivanič
Igor Ivanič, slovenski radijski voditelj, urednik, redaktor in glasbeni manager * 1962.
Začel na Radiu Študent, deloval kot DJ v ljubljanskem klubu K4, od leta 1988 delal na RGL kot glasbeni redaktor, v letih 1991−95 je vodil oddajo kot alter ego Magic Eye. Po letu 1995 je delal kot glasbeni urednik razvedrilnega programa TV Slovenija, slodeloval je tudi pri reviji PC&Mediji. Delo je nadaljeval pri založbi Multimedia Records kot Label Manager in pomemben član ekipe skupine Siddharta.